# Berling (släkt)
Berling är en svensk-dansk släkt, härstammande från två bröder från Sachsen-Lauenburg: Ernst Heinrich Berling (1708–1750) som överflyttade till Köpenhamn, och Carl Gustaf Berling (1716–1789), som överflyttade till Lund. 
Den äldre brodern började 1749 utgivandet av Kjøbenhavnske Danske Post-Tidender, som fortlever under namnet Berlingske.
Bland den danska släktgrenens medlemmar märks:
- Carl Berling (1812–1871), hovman och tidningsutgivare

Den yngre brodern övertog det gamla Habereggeska akademiboktryckeriet i Lund och blev stamfar för den ännu kvarlevande svenska grenen, som givit namn åt Berlingska boktryckeriet.
Bland den svenska släktgrenens medlemmar märks:
- Carl Fredrik Berling (1785–1847), akademiräntmästare
- Carl Gustaf Berling (1809–1863), skolman och präst
- Fredrik Johan Berling (1808–1876), boktryckare
- Edward Berling (1813–1883), biblioteksman
- Christian Fredrik Berling (1834–1883), psykiater
- Torsten Carl Fredrik Berling (1900–1992), sjöofficer
- Carl Gustaf Christian Berling (född 1938), skådespelare
- Carl Fredrik Anders Berling (född 196 ), programledare, journalist